# Boierii din Țara Făgărașului
Boierii din Țara Făgărașului (sau boierii făgărășeni) au fost stăpâni de pământ și de supuși formând nobilimea românească din Țara Făgărașului. Ei au format elita politică și socială a țării, deși n-au fost considerați pe deplin egali cu ceilalți nobili ai Regatului Ungariei.

## Istorie

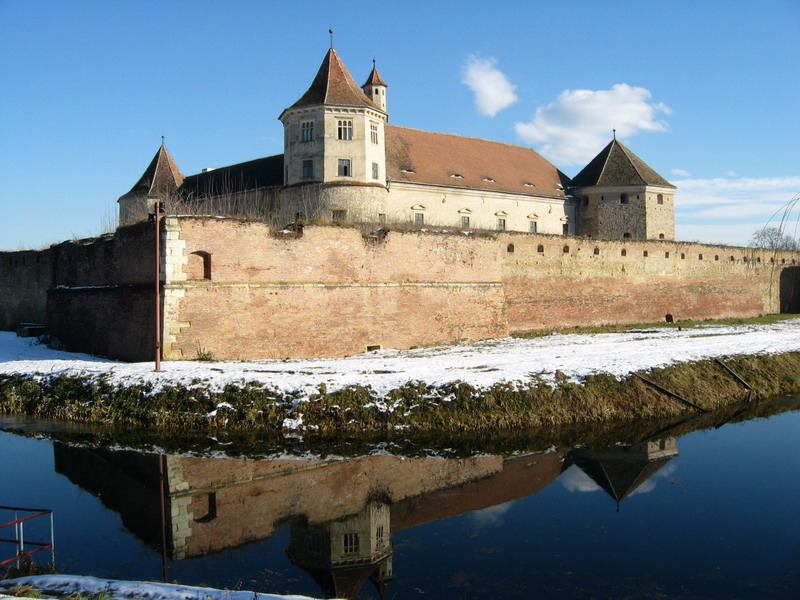
Cetatea Făgăraşului a aparținut lui Ștefan Mailat, fiu al unei familii boierești din Comăna

Ţara Făgăraşului în timpul lui Mircea cel Bătrân

Boierii făgărășeni își au începuturile în timpul cât Țara Făgărașului a făcut parte din Țara Românească. Deși instituția boieriei a fost creată de domnii munteni, unele familii boierești au fost ridicate de voievozii și principii Transilvaniei din păturile inferioare.
În 1372 Vlaicu Vodă dăruiește magistrului Ladislau de Dopca, ruda sa, cinci moșii in Țara Făgărașului. Mircea cel Bătrân dăruiește satul Scoreiu lui Stanciul egumenul și fratelui său Călin, iar în 1400 întărește boierilor săi Micul și Stoia stăpânirea peste jumătate din satul Mândra. Boierii Ion, Borcea și Călin aveau în timpul domniei lui Mircea trei sate cu munții care țineau de ele, iar boierul Costea avea două sate și jumătate.

Printr-un document din 10 iunie 1417, Mircea cel Bătrân a întărit lui Ion, lui Borcea și lui Calian,
„boiarinului domniei mele ca să le fie lor satul Braniștea Urășei și la Vadul Șercaiei [...], de moșie și de moștenire și de toate slujbele și dări și dijmele, câte le vor afla întru tot ținutul țării [...] domniei mele.”
 Menționăm că și în prezent există la Vad numele de familie Borcea, iar numele de familie Calian se întâlnește în satul vecin, Șinca Veche, din comuna Șinca.
În 1437 boierul Stanciu și fratele său Roman primesc de la Vlad Dracul satele Voievodenii Mari și Voievodenii Mici. Sporirea boieriei făgărășene se observă în daniile mai bogate, astfel în 1473 familia jupanului Stoica Naneș obține de la domnul muntean Radu cel Frumos mai mult de 13 sate și 3 munți.
Spre sfârșitul secolului al XV-lea și începutul secolului următor istoria Țării Făgărașului cunoaște o perioadă mai agitată. În 1508 o revoltă boierească încearcă fără succes aducerea țării sub stăpânirea voievodului muntean Mihnea cel Rău.
Conscripția din 1640 numără în domeniul Făgărașului 248 de boieri. În 1648 apar 87 boieri în domeniile Porumbac și Comăna. 
Zsuzsanna Lorántffy (1600-1660), soția principelui Transilvaniei Gheorghe Rákóczi I, stăpâna Cetății Făgărașului, a emis 21 de diplome boieronale, în unele cazuri confirmând „vechile lor drepturi boieronale”. Au primit astfel de diplome locuitori din Bucium, Ucea de Sus, Veneția de Jos, Drăguș, Șinca, Hârseni.
În conscripția din 1720-1721 în 53 de sate aparținând domeniilor Făgăraș, Porumbac și Comăna apar 725 boieri.